# جور کوسیر
جور کوسیر (انگلیسی: Jure Košir؛ زادهٔ ۲۴ آوریل ۱۹۷۲) اسکی‌باز آلپاین، و خواننده رپ اهل اسلوونی است.